# 马莱娅·塞萨尔
马莱娅·路易丝·恩格瑟·塞萨尔（英語：Malea Louise Engesser Cesar；2003年12月9日—），菲律宾和美国女子足球运动员，司职后卫，目前效力于Trinity Tigers和菲律宾国家女子足球队。她曾代表菲律宾参加2022年亚足联女子亚洲杯和2023年国际足联女子世界杯等多场国际赛事。